# Igor Nikulin (athlétisme)
Pour les articles homonymes, voir Igor Nikouline et Nikouline.
Igor Iourievitch Nikouline (en russe : Игорь Юрьевич Никулин), né le 14 août 1960 à Moscou et mort le 7 novembre 2021, est un athlète soviétique puis russe spécialiste du lancer du marteau.

## Biographie
Igor Nikulin est le fils de Yuriy Nikulin, également lanceur de marteau.

## Palmarès
| Date | Compétition                  | Lieu      | Résultat | Performance |
| ---- | ---------------------------- | --------- | -------- | ----------- |
| 1979 | Championnats d'Europe junior | Bydgoszcz | 1er      | 71,56 m     |
| 1982 | Championnats d'Europe        | Athènes   | 2e       | 79,44 m     |
| 1983 | Championnats du monde        | Helsinki  | 4e       | 79,34 m     |
| 1984 | Jeux de l'Amitié             | Moscou    | 2e       | 82,56 m     |
| 1986 | Goodwill Games               | Moscou    | 5e       | 78,50 m     |
| 1986 | Championnats d'Europe        | Stuttgart | 3e       | 82,20 m     |
| 1987 | Championnats du monde        | Rome      | 5e       | 80,18 m     |
| 1990 | Goodwill Games               | Seattle   | 3e       | 82,14 m     |
| 1990 | Championnats d'Europe        | Split     | 3e       | 80,02 m     |
| 1992 | Jeux olympiques d'été        | Barcelone | 3e       | 81,38 m     |
| 1992 | Finale du Grand Prix IAAF    | Bruxelles | 1er      | 80,24 m     |
| 1992 | Coupe du monde des nations   | La Havane | 2e       | 78,28 m     |
| 1994 | Championnats d'Europe        | Helsinki  | 4e       | 78,38 m     |

## Records
| Épreuve           | Performance | Lieu     | Date            |
| ----------------- | ----------- | -------- | --------------- |
| Lancer de marteau | 84,48 m     | Lausanne | 12 juillet 1990 |